# Emmett Miller
Pour les articles homonymes, voir Miller.
 (mai 2010).
Si vous disposez d'ouvrages ou d'articles de référence ou si vous connaissez des sites web de qualité traitant du thème abordé ici, merci de compléter l'article en donnant les références utiles à sa vérifiabilité et en les liant à la section « Notes et références ».
Emmett Miller (né le 2 février 1900 à Macon dans l'État de Géorgie aux États-Unis et mort dans la même ville le 29 mars 1962). Ce musicien de yodel reste l'un des hommes les plus énigmatiques[réf. nécessaire] et les plus fondamentalement importants[réf. nécessaire] de la musique country.
Il fut le premier artiste à avoir enregistré des disques dans le style yodelé bluesy. Il fut aussi le premier chanteur country à enregistrer en s'accompagnant de cors et de percussions.

## Carrière
Il enregistra son premier disque Anytime le 25 octobre 1924, pour Okeh Records à New York. La seconde session d'enregistrement eu lieu le 7 novembre 1924 pour enregistrer The Pickaninnies' Paradise. La troisième session se déroula le 1er septembre 1925 à Asheville en Caroline du Nord, et permit de sortir deux disques : Big Bad Bill couplé avec Lovesick Blues et You're Just The Girl for me avec I Never Had the Blues.